# LG Electronics
LG Electronics (em coreano:  LG전자) é uma gigante multinacional sul-coreana e a maior companhia de eletroeletrônicos. Faz parte da LG Corporation, e está presente em mais de 150 países e com fábricas instaladas nos 4 continentes.

## Sobre a LG

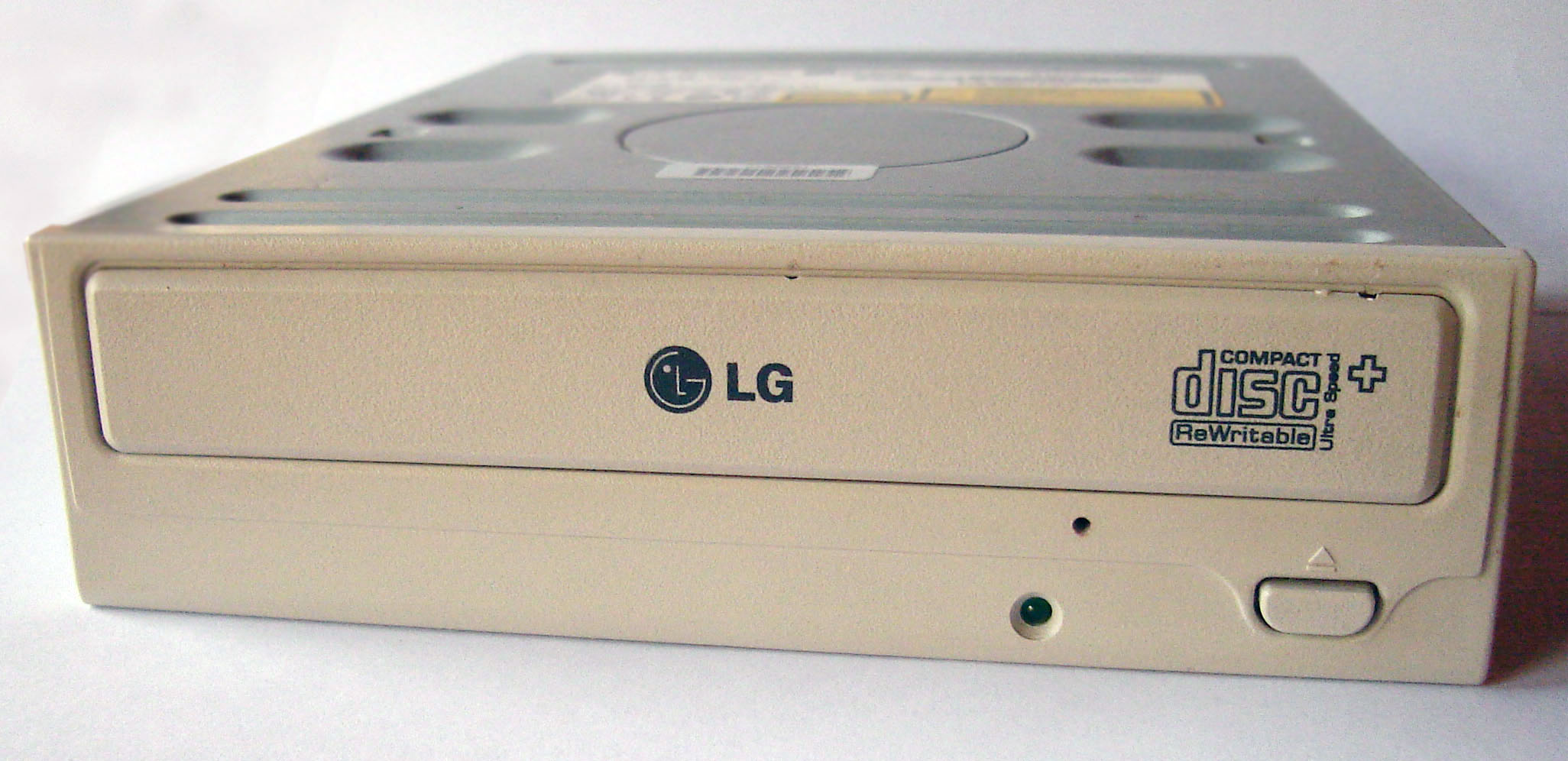
Gravador de CD da LG.

### Brasil
Criada em 1958, a multinacional sul-coreana de eletrônicos GoldStar chegou ao Brasil no início dos anos 1990. Embora a matriz tenha adotado o nome LG já em 1995, logo após a fusão com a empresa química Lucky Co., no mercado brasileiro a mudança de marca só viria em 1997. A LG contava, então, com duas fábricas no país: uma em Manaus e outra em Taubaté.
É a maior vendedora de notebooks, TVs, tanto CRTs, LCDs e Plasma, DVD players, Blu-ray player e gravadores, home-theathers, celulares, drives ópticos, monitores, webcams e ar-condicionado, telefones CDMA, modems sem fio e mídias. Também lidera em aparelhos de som mini-system e rádios para veículos, DVDs portáteis. Oferece uma vasta linha de produtos linha branca, eletrodomésticos que trazem tecnologias inovadoras como a nanotecnologia em suas lavadoras e secadoras dois em um, geladeiras e secadoras de luxo, ou o forno elétrico e microondas Solar Dom, uma inovação da LG ao mundo. Atualmente o Brasil é um dos focos mais importantes para a LG, dado ao grande carisma que tem entre os brasileiros. O Viewty,  o KF510 (touch lighting), o Wine, o Cookie, o Chocolight e o Shine são celulares muito vendidos no país. A LG já anunciou que vai colocar em seus aparelhos móveis em 2009 reprodutores de MT9, o novo formato de música digital.
A LG Security Media também está trazendo para o Brasil produtos de informática da LG para o Brasil, como o pen drive espelhado LG Fantasy com Cristal Svarowsky e blue led, mouses como o black piano LG CM900 sem fio 2.4 GHz, teclados como o pantográfico e black piano LG MK3000, HDs externos como o black piano LG XD2 com capacidades de 250GB, 320GB e 500GB.

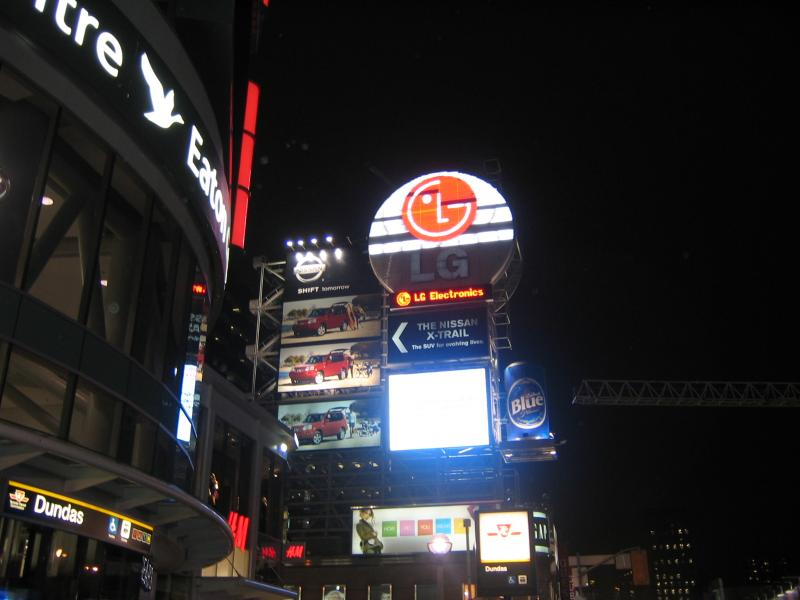
Outdoors na Dundas Square em Toronto, Canadá, com um anúncio da LG.

A LG é responsável pela venda de mais de 26% dos celulares GSM da Vivo , a maior operadora do Brasil e para brindar esse sucesso em janeiro de 2008 anunciou juntamente com a empresa o celular KM500d, que vem com o novo disco completo do Simple Plan. O KM500d possui funções de MP3 player e rádio, tem câmera de 2 mega pixel com flash e memória expansível até 4 GB. Ele se destaca por possibilitar que até quatro pessoas escutem música ao mesmo tempo. São duas saídas de áudio para fones com fio e mais duas para fones Bluetooth estéreo. A LG lançou em maio o primeiro celular da marca compatível com o sistema brasileiro de televisão digital ISDB-TB, o LG Scarlet.
Em 2005, a LG foi considerada uma das TOP 100 marcas globais pela revista americana Forbes e apenas um ano depois, a marca LG cresceu 14%. Agora é a maior produtora de painéis de plasma no mundo, já a joint venture da LG, a LG.Phillips LCD, é a 2ª maior produtora de telas de cristal líquido para TVs segundo a Display Search. Na Coreia do Sul encontra-se a maior fábrica de LCD e plasma do mundo, pertencente à LG. Entretanto a Phillips deu sinal que quer sair da parceria e a LG está em busca de um novo parceiro para sua divisão de telas digitais.

### Europa
A LG oferece uma ampla gama de eletroeletrônicos na Europa. Um de seus produtos mais recentes no "velho continente", que tem o preço de 108 mil euros é um LCD de 71 polegadas totalmente em ouro de 24 quilates, que inclui também um sistema de cofre de ouro. Na Itália, é vendido apenas nas lojas Harrods em Londres e também tem uma versão decididamente mais econômica feita de prata com o custo de nada menos que 78 mil euros. Na Itália, também a LG é a primeira companhia a fornecer a TV Fonino, celular pelo qual é possível ver televisão através do sinal DVB-H.
Foi lançado no final de 2007 o LG Viewty um celular com câmera de 5 megapixels que filma a 120 quadros por segundo com todas as funções de uma câmera digital profissional e música, tudo isso com uma tela de toque e ainda é o primeiro aparelho móvel a ler DivX sem necessitar de conversão para ser executado no aparelho. O LG Viewty fez furor na Europa e está vendendo mais que o iPhone devido às suas características peculiares e à poderosa câmera e funções. Dessa forma o êxito do Viewty está sendo maior que o aparelho LG Chocolate, celular da linha Black Label que lançado em 2006 vendeu até hoje nada menos que 15 milhões de unidades ao redor do mundo, sendo considerado um dos aparelhos eletrônicos de maior sucesso mundial. Outro sucesso da LG e o último aparelho da linha Black Label é o Secret, lançado recentemente no Brasil, ele possui fibra de carbono como material, utilizado na fabricação de naves espaciais, sucesso total na Europa também.

### Super Multi Blue
No Consumer Electronics Show 2007 de Las Vegas apresentou os primeiros gravadores e reprodutores de discos HD DVD e Blu-ray chamados de Super Multi Blue, são eles o gravador GGW-H10N e o leitor BH-100. O primeiro pode gravar discos Blu-Ray, DVD e CD e lê os HD-DVD; o segundo pode ler os novos discos de alta resolução, é compatível com DVD e CD. Recentemente também lançou novos modelos Super Multi Blu, como o tocador Super Blu BH200, que é aperfeiçoado e lê perfeitamente os dois tipos de discos. Nos Estados Unidos o Super Blu BH200 é o segundo aparelho de DVD mais vendido só fica atrás do Samsung BD-UP5000 .
Em 2006 a companhia lançou o celular LG Chocolate que se tornou um dos ícones do design no mundo todo atingindo vendas recordes, até hoje o Chocolate vendeu nada menos que 15 milhões desde que foi lançado, com isso é um dos aparelhos eletrônicos mais vendido do mundo. Agora o foco da LG é em design e marketing em telefones como o LG Shine e LG Prada (KE850) e o LG Viewty, o primeiro aparelho celular que toca DivX direto, touchscreen, com funções de uma câmera de 5 megapixels profissional e funções musicais que passou a ser mais vendido na Europa, no período de 2007 do que o próprio iPhone. Como resultado disso, a companhia ganhou o prêmio “The Design Team of the Year” no Red Dot Design Award em 2006-2007 e é constantemente chamada de ‘Nova Apple’ no mundo da indústria e em comunidades virtuais online.

## Campanha "Life's Good"
Em setembro de 2007, a LG lançou um desafio de vídeo nos Estados Unidos chamado “Life’s Good When…” para chamar a atenção à filosofia “Life’s Good” e encorajar consumidores a pensarem positivamente na marca. O desafio, que está no YouTube gerou 600 respostas e 700.000 vídeo views em novembro. Os ganhadores vão receber $ 30 mil dólares de produtos da LG de linha branca e eletrônicos.

## Patrocínio
A LG Electronics patrocinou o time de futebol Leicester City e Weyside Rovers (Guilford) de 2000 até 2002 e o São Paulo Futebol Clube do Brasil de 2000 até o início de 2010. Atualmente a LG Electronics patrocina o Fulham F.C da Inglaterra, o AEK da Grécia, o Conselho Internacional de Cricket, a liga australiana de futebol, o Fremantle Football Club e National Rugby League club Cronulla Sharks.

## Áreas de negócios e principais produtos
Comunicações Móveis

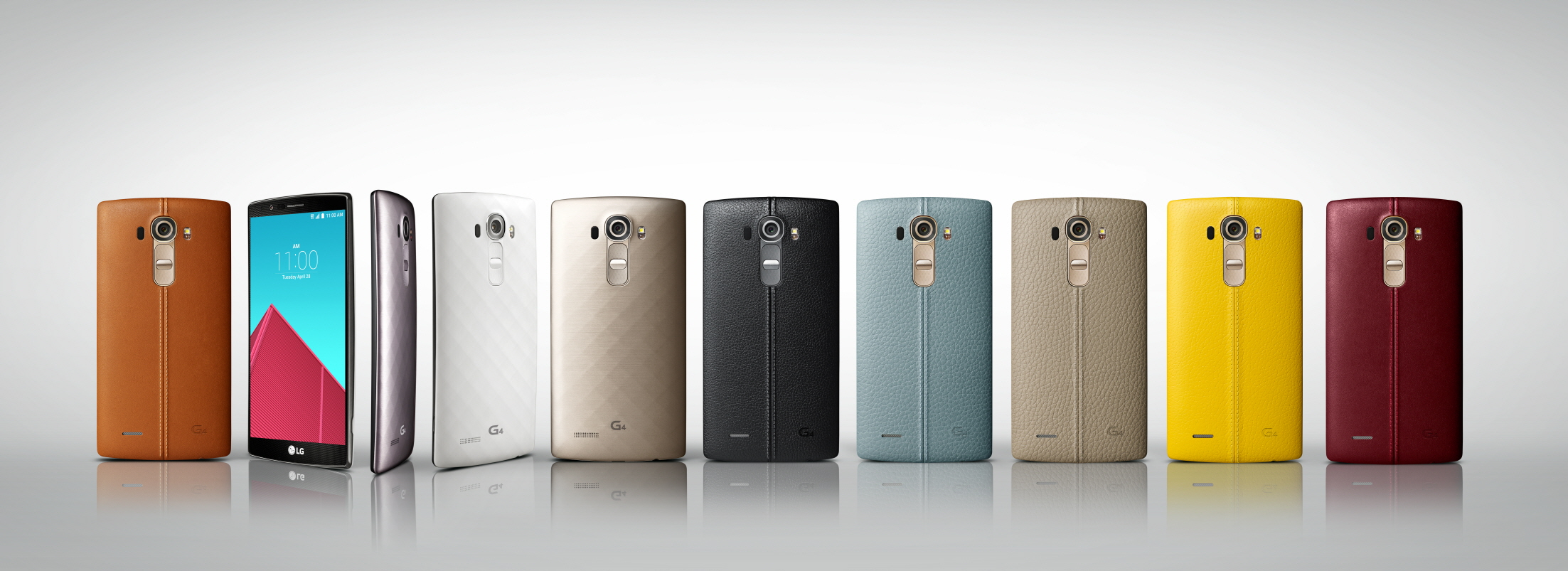
Smartphones da LG.

Aparelhos CDMA (de mesa e móveis), Aparelhos GSM, Aparelhos 3G, Telefones celular, Modems 3G, Netbooks
Equipamentos Digitais
Notebook, Netbook, Ar Condicionado, Refrigerador,
Fonos de Microondas, Lavadora de roupas, Aspiradores de pó, HomeNet, Compressores para Ar Condicionados e Refrigeradores, Câmeras de Vigilância, Filmadoras.
Tela digital
TVs de Plasma, TVs LCD, Tela Micro Display TVs, Monitores, PDP Modules, Telas OLED, Memória USB, Tela Plana Monitores de Computador
Media e Periféricos
Pen Drives, HDs Externos, Mouses, Teclados, Fones de ouvido, Desktops, MP3 Players, Mídias.

## Encerramento da produção de smartphones
Em 4 de abril de 2021, a LG Eletronics informou em comunicado oficial global que deixará de produzir smartphones por conta de prejuízos acumulados desde 2015.
No Brasil, a fábrica em Taubaté (SP), onde eram produzidos os smartphones LG, deve continuar com a produção de monitores da empresa.
Segundo informações, novas reuniões de executivos da LG na Coreia do Sul irão acontecer.
2 dias depois do anúncio do encerramento, funcionários das fábricas Blue Tech em Caçapava e 3C em São José dos Campos entraram em greve por temor de demissão coletiva. 